# Akademia Rolnicza w Prószkowie
Akademia Rolnicza w Prószkowie (niem. Landwirtschaftliche Akademie Proskau) – utworzona w 1847 z inicjatywy Friedricha von Burghauss pruska, następnie (1871) niemiecka akademia rolnicza w Prószkowie, zlikwidowana w 1881.

## Uczeni
- Julius Kühn – habilitował się w 1857
- Hugo Grahl – habilitował się w 1876, wykładał uprawę roślin i zarządzanie do likwidacji akademii
- Enge Lage-Engelberg – 1857–1881 docent budownictwa
- Karl Dammann – 1865–1873 profesor weterynarii
- Reinhold Friedrich Hensel – 1867–1881 profesor zoologii

## Absolwenci
- Zygmunt Rościszewski (1847–1887) – polski agro- i zootechnik, wykładowca Politechniki Lwowskiej oraz docent Instytutu Weterynaryjnego w Dorpacie
- Paul Sallmann (1882–1944) – niemiecki architekt zieleni i ogrodnik
- Eustachy Zagórski (1850–1912) – galicyjski ziemianin, poseł na Sejm Krajowy Galicji[1]